# Sebastiano Veniero (sommergibile 1919)
Il Sebastiano Veniero è stato un sommergibile della Regia Marina, perso per collisione con il piroscafo Capena il 26 agosto 1925 con la perdita di tutti i 48 membri dell'equipaggio.

## Storia
Entrò in servizio solo nell'aprile 1919, diversi mesi dopo la fine del primo conflitto mondiale. Il sommergibile Sebastiano Veniero divenne operativo solo il 21 gennaio 1921.
La Regia Nave Sebastiano Veniero ebbe breve vita ed una tragica fine. Dal 1921 al 1925 fu impiegato nell'addestramento in Mar Tirreno, effettuando varie crociere addestrative al largo di Sardegna, Liguria ed Isola d'Elba.
Il 24 agosto 1925 salpò da Portoferraio (Isola d'Elba) con a bordo 48 uomini, tra cui 9 allievi siluristi e motoristi, al comando del capitano di fregata Paolo Vandone, per prendere parte ad un'esercitazione: si sarebbe dovuto disporre in agguato tra Capo Passero e Capo Murro di Porco. Tuttavia, dopo la partenza, il sommergibile svanì nel nulla. Quando non rientrò alla base, dopo qualche giorno l'unità fu dichiarata dispersa.
Qualche giorno dopo la sparizione si ebbero notizie di una collisione, avvenuta alle 6:45 del 26 agosto, tra il piroscafo Capena (appartenente alla Società di Navigazione Roma) ed un oggetto sommerso, al largo di Capo Passero. Nei giorni successivi navi e idrovolanti iniziarono attivamente le ricerche e furono individuate macchie di combustibile alla deriva ma nessun corpo o relitto.
Per ordine di Costanzo Ciano, ministro delle comunicazioni, il Capena, giunto nel frattempo a Londra, fu portato in bacino di carenaggio ed il suo scafo sottoposto ad una perizia da parte di tecnici della Regia Marina: da tale analisi risultò che la carena presentava varie ingobbature, in corrispondenza delle quali vi erano resti di bronzo del medesimo tipo impiegato nella costruzione di alcune parti del Sebastiano Veniero. La società Roma ed il comandante della nave furono incriminati per non aver dato notizia della collisione, ma assolti, in quanto il Capena era al di fuori da aree ove la navigazione era vietata per le esercitazioni, e da bordo non era stato avvistato niente, nonostante le ottime condizioni di visibilità.
Verosimilmente il Sebastiano Veniero era venuto in affioramento, su iniziativa del comandante Vandone (nessuna manovra del genere figurava infatti negli ordini), probabilmente per consentire ai 9 allievi imbarcati di acquisire maggiore esperienza con il sommergibile; ed in quel momento, mentre si trovava poco sotto la superficie, era stato speronato dal Capena.
Con il sommergibile Sebastiano Veniero scomparvero il comandante Vandone, altri 4 ufficiali, 10 sottufficiali e 33 fra sottocapi, marinai ed allievi.
La perdita del Veniero destò non poco stupore da parte dell'opinione pubblica italiana, e si ebbero manifestazioni di cordoglio e solidarietà alla famiglia in ogni parte d'Italia. Nel 1927, presso il cimitero del Verano a Roma fu inaugurato un monumento in memoria ai caduti del sommergibile Sebastiano Veniero, più noto come Monumento al Marinaio, opera dello scultore Publio Morbiducci (1889-1963).
Noto da diverso tempo (almeno dagli anni settanta del XX secolo) ai pescatori, cui aveva provocato la perdita di numerose reti da pesca, il relitto del sommergibile è stato identificato nel 1990 dal subacqueo Enzo Maiorca. Esso si trova alla profondità compresa tra i 49 e i 55 m a circa 6 miglia al largo di Portopalo di Capo Passero. Le fotografie documentano il ritrovamento del portello, completamente ricoperto di incrostazioni, alghe e spugne, i boccaporti, le eliche e la torretta con ciò che resta del periscopio. A causa della presenza delle 48 salme a bordo la Marina Militare Italiana fece chiudere con delle griglie i boccaporti al fine di impedire l'acceso ai locali del sommergibile.